# Iván Domínguez
Pour les articles homonymes, voir Domínguez.
Domínguez  Ramos est un nom espagnol. Le premier nom de famille, en général paternel, est Domínguez ; le second, en général maternel, souvent omis, est Ramos.
Iván Domínguez Ramos (né le 28 mai 1976 à La Havane) est un coureur cycliste américain d'origine cubaine, professionnel entre 2001 et 2010.

## Biographie
Né à La Havane le 28 mai 1976, Iván Domínguez reçoit sa première bicyclette à 13 ans. Spécialiste de la piste, il décroche la médaille d'or de l'américaine lors des championnats panaméricains de 1996[réf. nécessaire] et devient champion de Cuba de poursuite en 1997, détenant le record national sur 4 km. En 1998, à l'issue des Goodwill Games auxquels il participe avec l'équipe nationale cubaine à New York, il fuit pour s'installer aux États-Unis. Il travaille d'abord dans une usine de chaussures comme manutentionnaire, puis est engagé par l'équipe Saturn en 2000,. Régulièrement vainqueur sur des courses du circuit américain, il se fait connaître par ses qualités de sprinter et est ensuite engagé par Colavita-Bolla Wines en 2004 puis Health Net (2005). En 2006, il rejoint Toyota-United Pro Cycling Team. Il remporte cette année-là l'USA Crit Series et se classe deuxième du Commerce Bank International Championship. En 2007, ses principaux succès sont deux victoires d'étapes au Tour du Missouri et lors de la dernière étape du Tour de Californie, où il devance les sprinters des équipes ProTour. Il est également vainqueur d'étape au Tour de Géorgie en 2008.
En 2009, il est recruté par l'équipe UCI ProTour Fuji-Servetto, en partie grâce à ses relations avec Fuji. Mais il quitte l'équipe au mois de juin pour rejoindre l'équipe américaine Rock Racing. Dans la foulée, il obtient la nationalité américaine. En 2010, il signe avec Jamis-Sutter Home, qu'il quitte à la fin de la saison pour prendre sa retraite sportive.

## Palmarès sur route

### Par années
| - 1997 - 7ea étape du Tour d'Uruguay - 2000 - Tour de l'Ohio : - Classement général - 1re étape - Kelly Cup - 2001 - 1re et 5e étape du Tour de Toona - 4e étape de la Solano Bicycle Classic - 5e étape de l'International Cycling Classic - 3e de l'International Cycling Classic - 2002 - 6eb étape de la Vuelta a la Independencia Nacional - 4e étape de la Fitchburg Longsjo Classic - 3e et 4e étapes du Tobago International - 1re et 3e étapes du Georgia Labour Day - 2003 - 6e étape de l'International Cycling Classic - 1reb étape du Tour du Connecticut - 4e étape de la Joe Martin Stage Race - 1re, 6e, 8e et 9e étape de la Vuelta a Sinaloa - 2e de la Valley of the Sun Stage Race - 3e du Tour du Connecticut - 2004 - 3e étape de la Redlands Bicycle Classic - 1re étape du Tour de Beauce - 3e étape du Tour du Connecticut - 4e étape du Tour de Toona | - 2005 - 4e et 5eb étapes de la Vuelta a la Independencia Nacional - 3e étape de la San Dimas Stage Race - CSC Invitational - 2e de l'Athens Twilight Criterium - 3e de l'Historic Roswell Criterium - 3e du Manhattan Beach Grand Prix - 2006 - 2e du Sunny King Criterium - 2e de l'Historic Roswell Criterium - 2e du Commerce Bank International Championship - 2007 - 7e étape du Tour de Californie - 1re et 6e étapes du Tour du Missouri - 1re étape de la McLane Pacific Classic - Sequoia Cycling Classic - 1re étape de la Joe Martin Stage Race - 4e étape de la Cascade Classic - 2e étape du Tour of Elk Grove - USA Crits Finals - 2e du Manhattan Beach Grand Prix - 2008 - 4e et 7e étapes de la Vuelta al Norte - 1re étape du Tour de Géorgie - 2009 - 5e étape de la Cascade Classic |

### Classements mondiaux
| Année            | 2005 | 2006 | 2007 | 2008 |
| ---------------- | ---- | ---- | ---- | ---- |
| UCI America Tour | 94e  | 32e  | 26e  | 43e  |

## Palmarès sur piste

### Championnats du monde
- Bogota 1995
  - 38e de la poursuite individuelle[10]

### Championnats panaméricains
- Curicó 1994
  -  Médaillé d'argent de la poursuite par équipes (avec Iosvani Domínguez, Eugenio Castro et Héctor Ajete)
- Puerto La Cruz 1996
  -  Médaillé d'argent de la poursuite individuelle

### Championnats de Cuba
- 1997
  -  Champion de Cuba de poursuite individuelle